# T-98
T-98（たくや、1985年6月28日 - ）は、日本のキックボクサー。東京都出身。本名は今村卓也。クロスポイント吉祥寺所属。

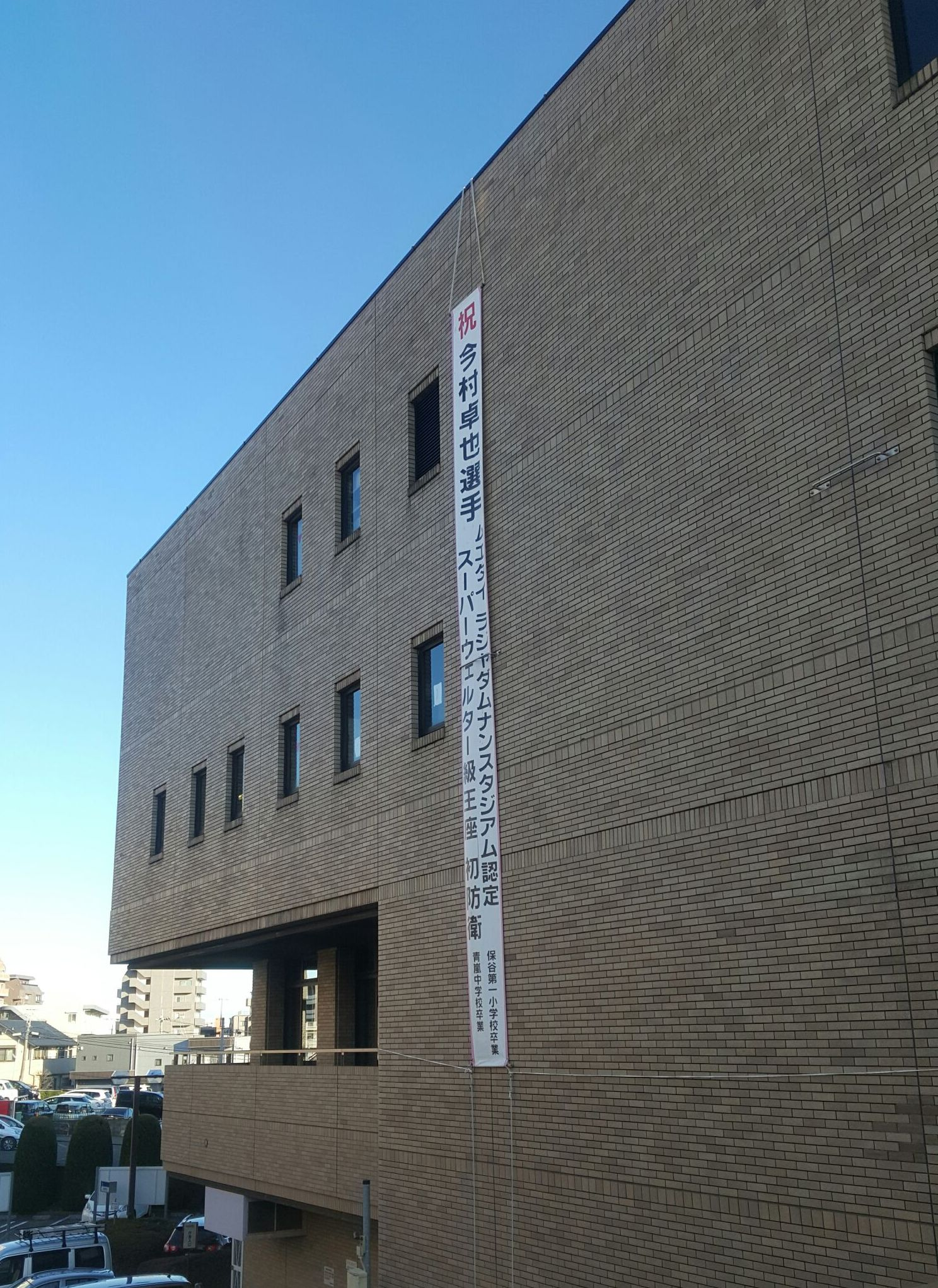
防衛を祝い懸けられた西東京市庁舎の懸垂幕

## 来歴
東京都保谷市(現西東京市)出身。青嵐中学校卒業。高校卒業までは野球少年。友人がプロのボクサーになったことをきっかけに21歳で格闘技を始めた。
2016年6月、日本人として史上5人目（外国人として6人目）の、ムエタイ・ラジャダムナン・スタジアム認定スーパーウェルター級王者。2016年10月9日には、日本人として史上初となる、ラジャダムナン・スタジアムでの王座防衛に成功した。
12月5日に開催された「KNOCK OUT Vol.0」で長島☆自演乙☆雄一郎に2ラウンドKO勝利。

## 人物
指導者としては本名である今村卓也として活動するほか、行政媒体などでの紹介では今村卓也名義、またはリングネームとの併記であることが多い。リングネームが読みにくいため、雑誌や媒体記事の見出しでもニックネームである「ムエタイゴリラ」と書かれることがある。
リングネームの由来はターミネーターシリーズ主人公、T-800。

## 獲得タイトル
- ラジャダムナン・スタジアムスーパーウェルター級王座
- 国際プロムエタイ連盟（WPMF）世界ミドル級王座
- REBELS-MUAYTHAIスーパーウェルター級王座
- イノベーションスーパーウェルター級王座
- 国際プロムエタイ連盟（WPMF）日本ウェルター級王座
- WBC MUAYTHAI日本ウェルター級王座
- イノベーションウェルター級王座